# Chionaspis dryina
Chionaspis dryina är en insektsart som först beskrevs av Ferris 1953.  Chionaspis dryina ingår i släktet Chionaspis och familjen pansarsköldlöss. Inga underarter finns listade i Catalogue of Life.